# Herly (Pas-de-Calais)
Herly település Franciaországban, Pas-de-Calais megyében. Lakosainak száma 319 fő (2022. január 1.). Herly Ergny, Rimboval, Maninghem, Quilen, Rumilly, Saint-Michel-sous-Bois, Verchocq, Aix-en-Ergny, Avesnes és Créquy községekkel határos.

## Népesség
A település népességének változása:
| Lakosok száma | 340  | 329  | 328  | 313  | 305  | 307  | 308  | 308  | 319  |
|               | 2013 | 2015 | 2016 | 2017 | 2018 | 2019 | 2020 | 2021 | 2022 |